# Emilio De Bono
Emilio De Bono (19. března 1866 Cassano d'Adda – 11. ledna 1944 Verona) byl italský důstojník a fašistický politik. Od roku 1935 byl držitelem hodnosti maršál Itálie.
De Bono byl spoluzakladatelem fašistické strany, členem kvadrumvirátu jejích vůdců a účastníkem fašistického pochodu na Řím. V letech 1923 až 1924 se stal prvním vrchním velitelem tzv. černokošiláčů, tedy fašistické milice MVSN. V letech 1925 až 1929 byl generálním guvernérem kolonie Tripolsko a v letech 1929 až 1935 italským ministrem kolonií. Jako jeden z předních vojáků a politiků fašistické Itálie během válek v Libyi (1923–32) a v Habeši (1935–36) hrál De Bono ústřední roli ve válečných zločinech, které tam byly spáchány. Před koncem války ho Mussolini nechal popravit po vykonstruovaném procesu.

## Život
Po výcviku na vojenské akademii v Modeně se De Bono stal důstojníkem jednotky Bersaglieri. Od roku 1912 se účastnil italsko-turecké války a poté první světové války, během níž byl několikrát zraněn a vyznamenán. Na konci války v roce 1918 byl velícím generálem IX. armádního sboru 4. armády pod vedením generálporučíka Gaetana Giardina v oblasti Grappa.
Po válce se stal jedním ze zakladatelů fašistické strany a v roce 1922 vedl jako nejstarší „kvadrumvir“ pochod na Řím. Po fašistickém uchopení moci byl Mussolinim jmenován velitelem policie a šéfem fašistické milice („černé košile“). Podílel se na vraždě socialistického poslance Giacoma Matteottiho.
V letech 1925 až 1928 zastával funkci guvernéra Tripolitanie, poté ho Mussolini jmenoval ministrem italských kolonií. Jako vrchní velitel italských vojsk v habešské válce byl kvůli své váhavosti krátce po začátku války sesazen. Pietro Badoglio pak operaci dovedl do úspěšného konce.
Na začátku druhé světové války se De Bono vyslovil proti vstupu Itálie do války na straně Německa. Dne 25. července 1943 ve Velké fašistické radě hlasoval proti Mussolinimu, načež se fašistický režim zhroutil. V německém loutkovém státě Repubblica Sociale Italiana byl Emilio De Bono v divadelním procesu ve Veroně odsouzen k smrti za údajnou velezradu. Byl popraven zastřelením ve Veroně 1. ledna 1944 spolu s bývalým ministrem zahraničí Cianem a čtyřmi dalšími bývalými vůdci strany.